# Srettha Thavisin
Srettha Thavisin (ur. 15 lutego 1962 w Bangkoku) – tajski przedsiębiorca i polityk, w latach 2023–2024 premier Tajlandii.

## Życiorys
Urodził się 15 lutego 1962 w Bangkoku. Jego ojcem był Amnuay Thaweesin, a matką Choi Chutrakul. Studiował na University of Massachusetts Amherst w Kalifornii, gdzie uzyskał w 1986 roku tytuł magistra finansów. Przed rozpoczęciem kariery politycznej był przedsiębiorcą, założył między innymi przedsiębiorstwo Sansiri, działające w branży nieruchomości.
Z czasem zaczął zabierać głos w dyskusjach politycznych, wypowiadał się na temat kwestii gospodarczych, a po reformach ustroju państwa z 2020 roku opowiadał się za stosowaniem pokojowych metod wobec protestów.
22 sierpnia 2023 został powołany przez parlament na stanowisko premiera Tajlandii. Jego kandydatura została poparta przez 482 głosujących, podczas gdy niezbędna większość wynosiła 376. Po wyborze na stanowisko zyskał również poparcie króla Maha Vajiralongkorna i rozpoczął tworzenie własnego rządu.
W maju 2024 Senatorowie zbliżeni do kręgów wojskowych złożyli przeciwko niemu pozew do Trybunału Konstytucyjnego, oskarżając Sretthę o naruszenie standardów etycznych poprzez mianowanie na stanowisko ministra swojego rządu Pichita Chuenbana, skazanego w przeszłości za udział w skandalu korupcyjnym. 14 sierpnia 2024 Trybunał Konstytucyjny w Bangkoku usunął Sretthę ze stanowiska premiera.